# Hadhafang
Hadhafang es el nombre que el equipo de Weta Workshop y la las películas de El Señor de los Anillos de Peter Jackson dio a la espada que emplea el personaje de Arwen, interpretado por Liv Tyler. Hadhafang significa «hoja de multitudes» en sindarin.

## Historia ficticia
Hadhafang perteneció años atrás a la princesa élfica Idril, esposa de Tuor, cuyo hijo era Eärendil, padre de Elrond que a su vez era padre de Arwen. Elrond empuñó Hadhafang al final de la Segunda Edad de la Tierra Media, durante la Última Alianza de elfos y hombres en la gran batalla contra Sauron. Más tarde pasó a su hija, Arwen, que usó Hadhafang contra los sirvientes de la sombra. 

## Descripción

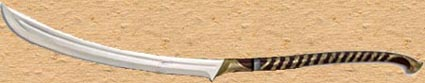
Espada a dos manos de los Altos Elfos.

Esta espada (un sable para ser más exacto) es parecida a las espadas que portaban los Altos Elfos, con la diferencia que estas eran a dos manos (Mandoble) mientras que la espada de Arwen lo era a una mano.

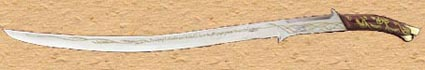
Hadhafang, la espada de Arwen.

Inscritas en la superficie de la hoja hay runas en sindarin que dicen «aen estar Hadhafang i chathol hen, thand arod dan i thang an i arwen», que traducido significan «Es llamada Hoja de multitudes esta espada, una noble defensa contra multitudes enemigas para una noble dama».